# Lotte Jacobi
Lotte Jacobi, nome d'arte di Johanna Alexandra Jacobi (Thorn, 17 agosto 1896 – Concord, 6 maggio 1990), è stata una fotografa tedesca naturalizzata statunitense.

## Biografia
Johanna Alexandra Jacobi nacque a Thorn in Germania, ora Toruń in Polonia, da Sigismund e Maria.
Johanna veniva chiamata Lotte, che assunse quale nome d'arte, dalla sua famiglia e dai suoi amici più stretti e crebbe in una famiglia di fotografi, dove il primo a iniziare questo percorso fu suo nonno, il quale era stato allievo di Louis Daguerre. Jacobi iniziò a fotografare già in tenera età utilizzando una macchina fotografica regalata da suo padre, anche egli fotografo.
La ragazza non studiò solo fotografia, infatti i  suoi primi studi si concentrarono sulla cinematografia all'Università Ludwig Maximilian di Monaco. Successivamente studiò fotografia all'Accademia delle belle arti di Monaco di Baviera.
Nel 1916 Jacobi sposò il giovane Fritz Honig. A un anno dal matrimonio nacque il primo ed unico figlio della coppia, John, ma poco dopo la sua nascita la coppia si separò. 
Dopo la morte del padre, dal 1927 fino al 1935 Jacobi continuò a lavorare nello studio familiare di fotografia a Berlino. 
Con l'inizio del periodo nazista nel 1935 Lotte e suo figlio si trasferirono dalla madre a New York. Durante la sua permanenza in quella città nel 1940 Jacobi si sposò in seconde nozze con Erich Reiss, uno scrittore tedesco che era stato imprigionato in Germania nel 1938 ed era poi emigrato negli Stati Uniti. Il matrimonio durò fino alla morte di Reiss nel 1951.
Jacobi coltivò la sua passione per la fotografia anche in America aprendo uno studio fotografico, dove ebbe la fortuna di poter fotografare grandi artisti, scienziati, leader politici.
Alcuni di questi personaggi famosi furono Albert Einstein, Robert Frost, Eleanor Roosevelt e Paul Robeson. Oltre a fotografare personaggi famosi, scattava foto anche ad immigrati molto spesso europei.
Nel 1955 Jacobi si trasferì nel New Hampshire con suo figlio, spostando anche il suo studio di fotografia. Continuò ad avere molti visitatori e divenne a sua volta una mentore per molti giovani fotografi. Fotografava spesso uomini e donne famosi del suo tempo, ma con il passare degli anni prese uguale piacere nel fotografare bambini in strada nelle città, fino ad arrivare a fotografare e a incuriosirsi delle famiglie nelle zone rurali del New Hampshire.
Lotte Jacobi morì nel 1990, all'età di 93 anni, in una casa di riposo nel New Hampshire. Le fotografie di Jacobi sono raccolte in collezioni conservate al Museum of Modern Art e al Metropolitan Museum of Art a New York; alla National Gallery of Art a Washington D.C. nonché al Museum of Fine Arts a Boston e al Folkwang Museum di Essen in Germania.

## Stile
Le fotografie di Jacobi sono notevoli per la loro intensità e per la loro qualità, rivelata nei visi dei suoi soggetti.
Jacobi è intenzionata a trasmettere con la sua macchina fotografica la personalità, la storia, le emozioni dei suoi soggetti, al contrario di quello che fanno molti fotografi, ovvero  esprimere ciò che provano loro stessi attraverso la fotografia. 
Il modo di fotografare  di Jacobi consiste nel fatto che dopo aver trovato l'angolazione giusta insieme alla luce, si impegna a trovare quali siano gli atteggiamenti che fanno parte della vita quotidiana dei suoi soggetti, aspettando fino a quando essi si sentano a proprio agio dimenticando la presenza della macchina fotografica.
Jacobi sperimentò anche altri modi di fare fotografia tanto da appassionarsi alla Photogenics, una tecnica fotografica che consiste nell'esporre carta fotosensibile alla luce per creare immagini astratte.

## Vita politica
Nel New Hampshire Lotte intraprese la vita politica sia locale che nazionale.
Jacobi fu delegata della Democratic National Convention nel 1976. Nel 1980 non venne delegata alla convention, però le fu concesso un pass stampa dal Concord Monitor per farla comunque partecipare alle sedute. All'età di 84 anni venne celebrata come la più anziana fotografa di stampa della convention.

## Riconoscimenti
Nel 1973  Jacobi ricevette un dottorato onorario di Belle arti dall'Università del New Hampshire.
Nel 1974 Jacobi ricevette uno onorario in lettere dal New England College.